# Kóntsika
Kóntsika (Kontsika) är en ort i Grekland.   Den ligger i prefekturen Nomós Ioannínon och regionen Epirus, i den nordvästra delen av landet, 300 km nordväst om huvudstaden Aten. Kóntsika ligger 672 meter över havet och antalet invånare är 175.
Terrängen runt Kóntsika är kuperad. Runt Kóntsika är det ganska tätbefolkat, med 100 invånare per kvadratkilometer. Närmaste större samhälle är Ioánnina, 8,5 km öster om Kóntsika. Trakten runt Kóntsika består till största delen av jordbruksmark.